# Avro Canada CF-100
L'Avro Canada CF-100 Canuck fu un caccia intercettore a reazione bimotore turbogetto monoplano ad ala bassa e dritta prodotto dall'azienda aeronautica canadese Avro Canada negli anni cinquanta.
Il Canuck, espressione locale che significa "canadese", in quanto primo velivolo interamente di concezione e produzione nazionale, ma soprannominato nella Royal Canadian Air Force (RCAF) affettuosamente Clunk (dal caratteristico suono prodotto dal carrello anteriore al momento del rientro nel suo alloggiamento subito dopo il decollo) venne utilizzato sia in patria dalla RCAF che in Europa nella Componente aerea dell'armata belga, ed è noto per essere l'unico caccia a getto di concezione canadese che sia mai entrato in servizio operativo.

## Storia del progetto
Nel gennaio 1945, al fine di adeguare il proprio parco velivoli con modelli tecnologicamente più moderni, venne emessa una specifica da parte dell'aeronautica canadese relativa a un aereo bireattore adatto a missioni di intercettazione, con caratteristiche ogni tempo ed equipaggiato con apparecchiatura radar.
Nel frattempo il gruppo Hawker Siddeley acquisì l'ex azienda Victory Aircraft con sede a Malton, sobborgo di Mississauga in Ontario, e rinominandola in A.V. Roe Canada Limited, diventando comunemente nota come Avro Canada, rimanendo in realtà una filiale del gruppo Siddeley Hawker ma utilizzando il nome per scopi commerciali.
Nell'ottobre 1946 l'azienda riuscì ad ottenere un contratto per la fornitura di due prototipi più una cellula da avviare rispettivamente a prove di volo e prove statiche. lo sviluppo del modello, identificato come AIR Spec 7-1, venne affidato a un gruppo di lavoro guidato dall'ingegnere capo John Frost. Tra le richieste vi era anche quella che il modello da avviare alla produzione fosse equipaggiato con motori di concezione nazionale, tuttavia e specificandola solo come misura provvisoria, i due prototipi dovevano essere spinti da una coppia di motori di produzione britannica, i turbogetto Rolls-Royce Avon a flusso assiale. A quello scopo la divisione motoristica dell'Avro Canada aveva sviluppato un proprio motore a flusso assiale, il TR4 Chinook, il quale servì come base per una sua variante maggiorata, l'eccellente TR5 Orenda, il quale pur non riuscendo ad andare al banco prima del 1949, riuscì ad esprimere caratteristiche superiori alle aspettative.

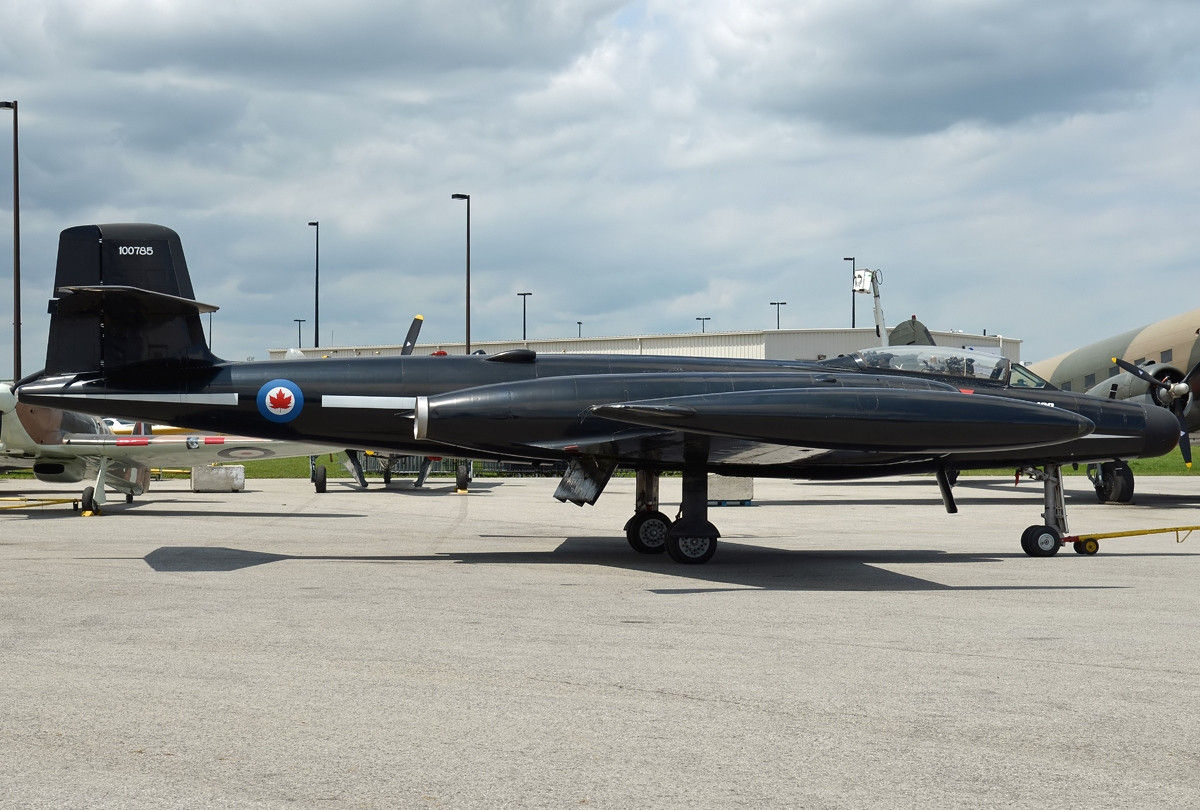
Un Canada CF-100 Canuck Mk.5 riproposto nell'originale livrea nera dei prototipi.

Il primo prototipo costruito, indicato inizialmente CF-100 Mark 1 e ridesignato XC-100, effettuò il primo volo il 19 gennaio 1950, caratterizzato da una caratteristica livrea che abbinava l'intera superficie del velivolo dipinta in nero con il contrasto della grafica, in bianco, che seguiva longitudinalmente tutta la linea mediana della fusoliera. Dato che all'epoca i piloti collaudatori dell'Avro Canada non avevano esperienza di volo su velivoli a getto veloci, le iniziali prove di volo furono eseguite da Bill Waterton, un canadese che svolgeva il compito di capo pilota collaudatore per la britannica Gloster Aircraft Company, anche questa parte del gruppo Hawker Siddeley. Il Mark 1, mosso da due turbogetto Avon RA.3 da 28,9 kN (pari a 2 950 kgf e 6 500 lbf) di spinta ciascuno, rivelò che prestazioni e maneggevolezza erano conformi a quanto previsto dalla specifiche ma essere affetto da una preoccupante fragilità strutturale nella velatura, con le ali che tendevano a flettere in maniera eccessiva, tanto da constatare una volta a terra la presenza di cricche nei longheroni. Questo fu il principale problema da affrontare nella prima fase sviluppo, inconveniente che ne compromise le scadenze di programma e che non sarebbe stato finalmente risolto fino al 1952.

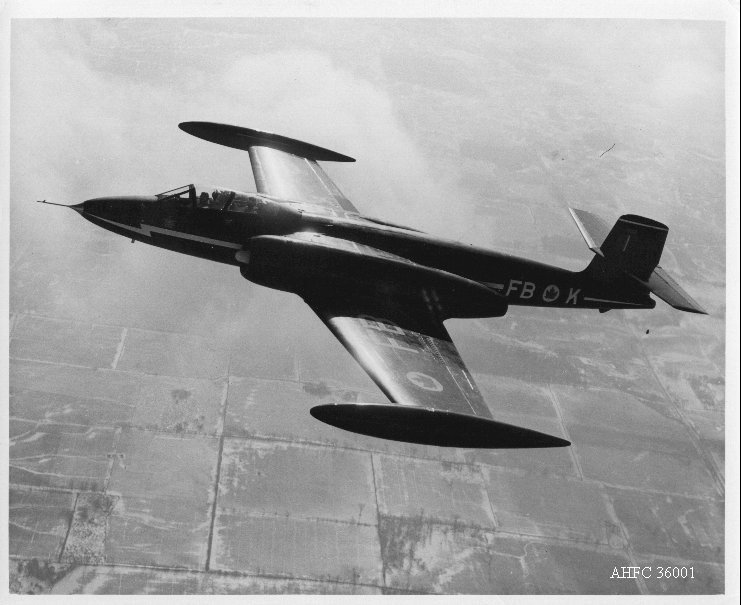
Il secondo prototipo, serial number 18102, in volo.

Il secondo prototipo, strutturalmente identico al primo, effettuò il primo volo nel mese di luglio 1950, con le successive prove di volo che inclusero una sessione presso la Wright-Patterson Air Force Base in Ohio, dove i piloti della United States Air Force ebbero la possibilità di provare il modello rimanendone favorevolmente impressionati. Uno dei ruoli principali del secondo prototipo fu un programma di valutazione sull'adozione di serbatoi alari, i quali, applicati alle estremità alari dopo aver inizialmente trasmesso sollecitazioni inaccettabili su ciascuna semiala, vennero annullate grazie all'adozione di un'aletta applicata sul lato esterno di ciascun serbatoio, soluzione che riuscì anche a migliorare la stabilità generale del velivolo.
I numerosi test compiuti sui prototipi permisero di impostare il progetto di base destinato alla produzione in serie. Il modello presentava una configurazione semplice e pulita, con ala dritta montata bassa e i due motori a reazione collocati ciascuno in una sezione a lato della fusoliera. Quest'ultima integrava i serbatoi di combustibile e la cabina di pilotaggio pressurizzata, chiusa da un cupolino con apertura a scorrimento, con posti a sedere in tandem, l'anteriore destinato al pilota e il posteriore ad un operatore radar, entrambi dotati di seggiolino eiettabile Martin-Baker.
L'ala era caratterizzata dalla presenza di ipersostentatori sia sul bordo d'entrata (flap) che su quello di uscita (slat o alula), aerofreni su estradosso che intradosso, e un avanzatissimo impianto antighiaccio ad azionamento pneumatico. Tutti i comandi di volo erano ad azionamento idraulico. Il CF-100 adottava un carrello d'atterraggio triciclo anteriore di tipo retrattile, con l'elemento anteriore posizionato sotto il naso che si ritraeva all'indietro e quello principale incernierato nello spessore alare per ritrarre i due elementi verso l'interno. Tutte le gambe di forza erano dotate di ruote gemellate, soluzione adottata per meglio gestire il peso, relativamente elevato, durante la fase di decollo.
Il secondo prototipo venne perso per incidente, schiantatosi nei pressi di London, Ontario, il 5 aprile 1951, dove rimasero uccisi entrambi i membri dell'equipaggio. la commissione esaminatrice attribuì la causa a un malfunzionamento dell'impianto di fornitura dell'ossigeno alla maschera del pilota, il quale entrato in ipossia ha perso il controllo del velivolo. Il primo prototipo rimase in servizio impegnato in prove di volo per tutti gli anni cinquanta, per essere definitivamente demolito nel 1965.
Anche se progetto, ribattezzato il CF-100 Canuck, era stato completato nel 1947, non riuscì ad entrare in produzione fino alla fine del 1948 a causa di contratti di riparazione e manutenzione. Andò in volo per la prima volta nel 1950, e dopo un lungo periodo di miglioramenti entrò in servizio RCAF nel 1952, inizialmente con le varianti Mk.2 e Mk.3.
Il CF-100 Canuck operò sotto il NORAD per proteggere lo spazio aereo dalle minacce sovietiche, durante tutte le condizioni atmosferiche sia per operazioni diurne che notturne. 
Malgrado non fosse progettato per velocità superiori a Mach 0.85, il 18 dicembre 1952 con un volo di prova del prototipo nella versione Mk.4 effettuò una picchiata da una quota di 9 100 m ( 30 000 ft) raggiungendo Mach 1.0 una velocità supersonica con il pilota Janusz Żurakowski nel dicembre 1952, il primo velivolo a reazione con ala diritta.

## Tecnica
A partire dal 1955 furono prodotti cinque versioni o Mark.

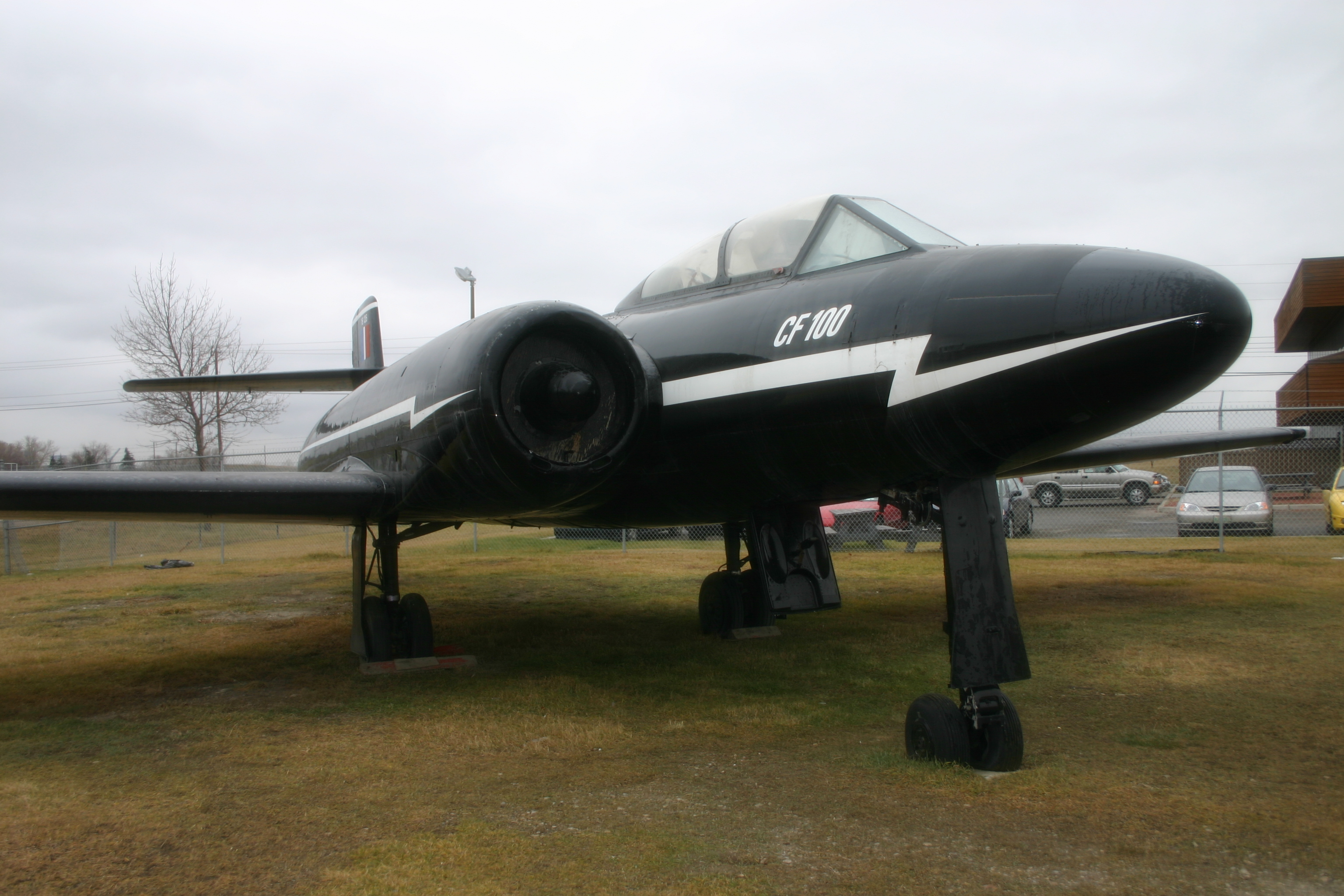
Un CF-100 Mk.3 con la livrea del prototipo CF-100, in esposizione al Calgary AeroSpace Museum.

Il "Canuck", chiamato così in Canada, era un intercettore biposto, bireattore ed ognitempo. Nel modello Mk.3 aveva un radar di controllo del tiro APQ-33, lo stesso dello Northrop F-89 Scorpion, due motori di costruzione nazionale che erogavano 6 000-6 600 kg di spinta complessivi, senza il postbruciatore che invece aveva in Northrop F-89 Scorpion malgrado il peso complessivo fosse di circa 3 tonnellate più leggero ciò limitava le prestazioni complessive, tanto da chiamarlo in gergo slitta di piombo, soprannome poco attraente per la sua manovrabilità ed i suoi comandi di volo faticosi. Un soprannome questo, che ha condiviso con altri velivoli costruiti anni cinquanta. L'ala era diritta, ma molto sottile, tronca alle estremità per i serbatoi aggiuntivi o i lanciarazzi; la coda era a "T" con i piani orizzontali sostenuti dal timone verticale, il quale a sua volta poggiava su di una lunga trave di coda che si prolungava ben oltre gli scarichi dei motori. Le prese d'aria erano davanti al bordo d'attacco dell'ala, l'abitacolo aveva posti in tandem.

### Sistemi d'arma
L'armamento variava, a seconda dei modelli, ma era comunque basato su mitragliatrici calibro 12,7 o razzi calibro 70 mm.
 Il sistema d'arma era concepito per attaccare prevalentemente da poppa, i bombardieri sovietici, inizialmente con il volume di fuoco delle otto mitragliatrici Browning M3 calibro 12,7 mm, capaci di un grande numero di colpi al minuto non esplosivi, mentre successivamente venne introdotta la possibilità di lanciare una salva di razzi calibro 70 mm supersonici, capaci, nonostante l'imprecisione, di saturare un'area di grande estensione distruggendo il bersaglio inquadrato. I suoi 104 razzi, raggiungevano distanze massime di circa 1 000 metri ed erano una versione derivata dai tedeschi R4M calibro 55. A partire dalla versione Mk.5 fu dotato di missili aria-aria AIM-7 Sparrow.

## Impiego operativo
I CF-100 vennero impiegati nel servizio di difesa aerea per tutti gli anni cinquanta e fino ai primi anni del decennio successivo. Il compito della difesa aerea del Nord America venne reso più facile dall'installazione di radar come quelli della catena DEW, operativa a partire dal 1957 sul circolo polare artico.
Dal CF-100 venne progettato il successivo Avro CF-105 Arrow, modello poi cancellato in favore dell'acquisto di missili Bomarc e di velivoli F-101 Voodoo.
A parte la carriera di intercettore, i CF-100 Mk.5 vennero utilizzati per assicurare all'aeronautica canadese una esperienza ECM. Ridesignati Mk.5C e Mk.5D alcuni esemplari vennero dotati di sistemi ECM per mettere alla prova le difese aeree e in questo ruolo di "aggressori elettronici" restarono in servizio fino al 1981.

## Versioni
CF-100 Mk.1
prototipo realizzato in 2 esemplari, portati in volo per la prima volta a partire dal 1950.
CF-100 Mk.2
10 esemplari di preserie riservati per le prove valutative.
CF-100 Mk.3
70 macchine appartenenti alla prima versione operativa, equipaggiati con il radar Mk.33 e 8 mitragliatrici calibro 12,7 nel muso.
CF-100 Mk.4
il più costruito, ben 510 esemplari prodotti; ebbe sia le 8 mitragliatrici che 104 razzi sistemati in 2 pod calibro 70mm. Era, come il precedente, equipaggiato con gli Orenda 9 da 2.950 kg di spinta, ma aveva il radar Mk-40, mentre il CF-100 Mk.4B era dotato degli Orenda 11. Molti aerei vennero successivamente aggiornati allo standard Mk.5.
CF-100 Mk.5
100 aerei prodotti, con l'eliminazione delle mitragliatrici ed altre modifiche. Prestarono servizio in Europa con le forze aeree canadesi, e 53 vennero venduti anche al Belgio, gli unici di questo tipo mai esportati.

## Utilizzatori
Belgio
- Force aérienne belge

  Canada
- Royal Canadian Air Force
- Canadian Forces Air Command